# Cesare Gallarini
Cesare Gallarini (Como, 1959) è un attore e regista italiano.
Gallarini inizia il suo percorso formativo presso l'Accademia d'Arte Drammatica di Milano e perfeziona le sue competenze in regia teatrale al GITIS di Mosca, frequentando per due anni seminari dedicati alla regia teatrale. Durante la sua formazione, partecipa a numerosi seminari di tecniche teatrali con maestri come Sciaccaluga, Gazzolo, Fo, De Fazio, Polidori.

## Carriera teatrale e cabaret
Nel 1984, insieme a Marco Della Noce, forma il duo comico La Carovana, segnalato nell’Enciclopedia dello Spettacolo del ‘900 (Baldini & Castoldi) e nel Dizionario dei comici e del cabaret (Garzanti). Il duo debutta nel programma televisivo Drive In di Antonio Ricci nel 1988.
Lo stesso anno, Gallarini e Della Noce partecipano al festival nazionale di cabaret di Loano, vincendo il premio speciale della critica. Dopo lo scioglimento della coppia nel 1996, Gallarini continua a esibirsi nei principali spazi teatrali nazionali, inclusa la celebre pedana dello Zelig a Milano. Nel 1997, riceve il prestigioso premio Petrolini – Bravo Grazie.
Ha interpretato testi di autori come Pirandello, Machiavelli, Goldoni, Shakespeare, Shepard, Bogosian, De Ghelderode, Albee e Cechov. Ha fondato e diretto diverse compagnie teatrali, tra cui Fuori dal Coro, Teatro in Opera, Taulas e Oltreconfine, con le quali organizza eventi e spettacoli.
Dal 2009, è stato direttore artistico del Walser Festival di Gressoney e della società Event Media. È stato anche direttore artistico del Premio Crepapelle di Cagliari e del Premio Nebbia - Città di Milano, dedicati al cabaret.

## Carriera televisiva
Nel corso della sua carriera, Gallarini  partecipa a numerose trasmissioni televisive, tra cui Drive-in, Il TG delle vacanze, Estatissima sprint, Raffaella Carrà show, Seven Show, La Sai L’Ultima?, Talent 1 e Made in Italy, collaborando con Rai, Mediaset e Televisione Svizzera Italiana.
Dal 1994 al 1997, è autore e comico nel programma Seven Show su Italia7. Nel 2006, è autore e coach nell'ultima edizione de La Sai L'Ultima?. Ha inoltre lavorato come attore in fiction come Vivere (2004), Piloti (2009), Like Me (2017) e Mare Fuori (2021).
Nel gennaio 2024, torna in televisione su Striscia la Notizia insieme a Marco Della Noce, in occasione della celebrazione dei 40 anni di Drive In.
Gallarini collabora regolarmente con produzioni radiofoniche su Rai 2, Radio 105 e Radio 24.

## Cinema
Tra i suoi ruoli più noti figurano:
- Tre uomini e una gamba (1997) – Padre del bambino che vuole fare braccio di ferro
- Così è la vita (1998) – Carmine
- Il capitale umano di Paolo Virzì (2013) – Altro cameriere
- Anplagghed al cinema (2006) – Sceneggiatore
- Il grande giorno di Massimo Venier (2022) – Altro uomo

Nel 2019, viene candidato come Miglior Attore non Protagonista ai David di Donatello per il film Exitus – Il Passaggio di Alessandro Bencivenga.
Gallarini ha lavorato nel cinema con Michele Placido, Paolo Virzì, Aldo Giovanni e Giacomo, Sergio Rinaldi, Steno, Claudio Malaponti, Massimo Venier, Rocco Cosentino, Alessandro Bencivenga.

## Attività di Regia e Formazione
Dal 1989, Gallarini intraprende la carriera di regista teatrale, dirigendo spettacoli di carattere sociale, tra cui Itavia 870, incentrato sulla strage di Ustica, ed Emigranti. Ha collaborato con Aldo, Giovanni e Giacomo, dirigendo lo spettacolo Anplagghed, replicato oltre 270 volte in tutta Italia. Tra le sue regie figurano anche Il piccolo principe, La cena dei cretini e 256 secondi piovono bombe, presentato a Berlino in un bunker antiaereo.
Tra le sue numerose direzioni, spiccano titoli come La bambagia e il cilicio, Il marito della parrucchiera e La tigre del gusto.
Oltre alla carriera di comico e regista, Gallarini svolge attività di formatore e insegna recitazione e cabaret. È attivo presso la scuola Quelli di Grock a Milano, l'Accademia Nazionale del Comico e il COMIC LAB diretto da Serena Dandini. Insegna recitazione presso ADIACADEMY di Monza Brianza. È anche consulente aziendale per l'università Bocconi di Milano e per le produzioni comiche di Canale 5. Ha pubblicato manuali di recitazione come Palcoscenico e dintorni e Faccio ridere? e organizza seminari di teatro in Italia e all'estero.
Cesare Gallarini è fondatore di Eventi Oltreconfine, associazione con la quale organizza corsi di formazione e Teambuilding aziendali, eventi e spettacoli.  Collabora con aziende italiane e multinazionali come Samsung, Confcommercio, Pfizer, American Express, Generali, Deloitte, Roche, UniCredit e Confindustria.

## Riconoscimenti[8]
- Premio Critica al Festival del Cabaret di Loano
- Premio Petrolini – Bravo Grazie! (massimo riconoscimento italiano nel cabaret)
- Premio alla Regia al festival Un Palco sul Mare
- Premio alla Carriera Saint Vincent
- Premio Simpatia al Festival dell’Umorismo di Trento (2012)
- Encomio dalla Presidenza della Repubblica Italiana (2013)
- Premio Rotary Paul Harris Fellow per il suo contributo nella comunicazione interculturale